# Deutsche Notarrechtliche Vereinigung
Die Deutsche Notarrechtliche Vereinigung e. V. ist eine in Würzburg angesiedelte Organisation der Pflege der ars notarii und fördert die wissenschaftliche Behandlung und Erforschung des nationalen und internationalen Notarrechts. Hierzu zählen insbesondere Fragen der Vertragsgestaltung, der die Notariatspraxis berührenden Probleme des formellen und materiellen Rechts, die Geschichte des Notariats und Fragen des notariellen Berufsrechts und seiner Entwicklung.
Der 1997 gegründete Verein unterstützt wissenschaftliche Vorhaben, insbesondere notarrechtliche Veröffentlichungen, zum Beispiel durch Stipendien und andere finanzielle Zuwendungen, die Berücksichtigung des Notarrechts im Hochschulunterricht und die Einrichtung eines notarrechtlichen Lehrstuhles an einer deutschen Universität ein, den Aufbau einer notarrechtlichen Bibliothek, die der wissenschaftlichen Öffentlichkeit kostenlos zur Verfügung steht.
Mitglied kann jeder Notar, Notar a. D., Notarassessor und jede weitere natürliche Person werden, die sich dem Notarrecht in besonderer Weise verbunden fühlt und zur Verwirklichung der Vereinsziele beitragen will.

## Vorstand
Aktuell ist Peter Limmer Präsident der Vereinigung, Vizepräsidenten sind Elke Holthausen-Düx und Norbert Frenz.